# Giovanni Valentini
Pour les articles homonymes, voir Valentini.
Giovanni Valentini (vers 1582 - 29/30 avril 1649) est un poète, compositeur et virtuose (organiste et claveciniste) italien.
Éclipsé par la renommée de contemporains tels que Claudio Monteverdi ou Heinrich Schütz, il est pratiquement tombé dans l'oubli, bien qu'il ait occupé l'un des postes les plus prestigieux de son temps. On retient de lui, d'une part la hardiesse de certaines de ses innovations en matière de métrique musicale, d'autre part le fait qu'il ait été le premier professeur (après son père) de Johann Kaspar Kerll, un des plus importants musiciens d'Allemagne méridionale au XVIIe.

## Biographie
Valentini est né en 1582 ou 1583 probablement à Venise et doit y avoir étudié la musique auprès de Giovanni Gabrieli. Vers 1604-1605 on le retrouve organiste de la chapelle royale de Pologne pour le roi Sigismond III Vasa. Ses premières œuvres publiées datent de 1609 et 1611 ; il était alors encore en Pologne. À partir de 1614, il travaille à Graz pour l'archiduc de Styrie Ferdinand, le futur empereur Ferdinand II. La chapelle de la cour princière de Graz utilise des instruments enharmoniques, circonstance importante pour le développement du style de Valentini : un témoignage daté de 1617 le dépeint comme virtuose sur le clavecin enharmonique (clavicymbalum universale, seu perfectum), dont le clavier possédait 77 touches pour une étendue de 4 octaves.
En 1619 Ferdinand fut élu Empereur du Saint-Empire et s'installa à Vienne accompagné de sa cour et des musiciens de la chapelle princière de Graz. Valentini devin l'organiste de la Cour impériale pour plusieurs années puis fut en nommé Maître de Chapelle en 1626, succédant à Giovanni Priuli, et assuma la fonction de maître du chœur de l'église Saint-Michel à Vienne pendant quelque temps en 1627/1628. Il semble avoir joui d'une réputation exceptionnelle et fut honoré aussi bien par Ferdinand II que par Ferdinand III (à qui il avait ensigné la musique), ce que prouvent les largesse à lui accordées par le premier ainsi que l'aide financière octroyée à sa veuve plus tard par le second. Sous ce rapport, sa situation est analogue à celle de Froberger, qui fut aussi un proche ami personnel de Ferdinand III. Il semble également avoir beaucoup œuvré en tant que Maître de Chapelle, les émoluments des musiciens qui y travaillaient ayant alors augmenté de façon importante.   
Pour une raison inconnue, Valentini a arrêté de publier sa musique après 1626 - toute sa poésie, à l'inverse, fut publiée après cette date.   